# 黑道診所
《黑道診所》，為2008年緯來電視網自製的電視電影，由王耀慶、賴雅妍、卜學亮、余秉諺、阿龐、鄧志鴻、程伯仁、舒宗浩、呂曼茵主演。

## 播出時間

### 首播
| 頻道       | 所在地 | 開播日期     | 播放時間          |
| ---------- | ------ | ------------ | ----------------- |
| 緯來電影台 | 臺灣   | 2008年5月2日 | 週日21:00 - 23:15 |

## 演員列表

### 主要演員
| 演員            | 角色   | 介紹 |
| 王耀慶          | 左白龍 | 前「白龍幫」退休老大，並開設「黑道診所」，國立醫學院畢業的高材生，主修外科，擅長麻醉和腫瘤切除，是不可多得的醫界之星，但是因為種種不為人知的原因，遁入黑道。就因為他黑道的身分沒有任何醫院敢收留，差點害白鶴送命，於是向上帝許願希望可以繼續為黑道弟兄服務，便成立了「黑道診所」。 |
| 唐詩晴 （幼年） | 艾筱卉 | 警察世家，外表看似人見人愛、青春火辣的美少女，卻是神經大條的脫線護士，痛恨蟑螂和黑社會，因緣際會來到「黑道診所」，就連住在診所中的道上兄弟都畏懼三分。 |
| 賴雅妍          | 艾筱卉 | 警察世家，外表看似人見人愛、青春火辣的美少女，卻是神經大條的脫線護士，痛恨蟑螂和黑社會，因緣際會來到「黑道診所」，就連住在診所中的道上兄弟都畏懼三分。 |
| 余秉諺          | 白鶴   | 白龍幫現任幫主，重情重義的黑道大哥。 |
| 卜學亮          | 麒麟   | 昔日為白龍幫的二當家，當年左白龍退出江湖時將幫主之位傳給老三白鶴，加上地盘分配问题而怀恨在心、自立門戶，現以麒麟幫幫主的身分向白龍幫秘密進行復仇計畫。 |
| 阿龐            | 霞哥   | 「黑道診所」護理長，左白龍的左右手。 |

### 其他演員
| 演員   | 角色   | 介紹                                                                                                 |
| 程伯仁 | 師爺   | 麒麟幫的軍師，常常手裡帶著筆記型電腦分析局勢。                                                       |
| 邓志鸿 | 蒋老师 | 習武多年，麒麟雇用派來殺死左白龍的刺客。                                                             |
| 吕曼茵 | 老闆娘 | 蔣老師安排在熱炒店多時的老闆娘。                                                                     |
| 舒宗浩 | 艾荻笙 | 艾筱卉的父親，退休多年的警察局長，與女兒艾筱卉依樣痛恨黑道，在職時曾經拘留左白龍三次，並死盯白龍幫。 |

## 電視劇歌曲
| 曲別 | 歌名 | 演唱者 | 作詞 | 作曲 |
|      |      |        |      |      |

## 製作團隊
- 出品公司：緯來電視網股份有限公司
- 總策劃：林嘉莉
- 監　製：辛建忠
- 製作公司：果陀文化傳播有限公司
- 製作人：朱峰
- 導　演：张哲书
- 副導演：陳宥良
- 編　劇：朱峰、宋云亭

## 外部連結
- 《黑道診所》官網 （页面存档备份，存于）